# Dutse
Dutse je glavni grad nigerijske savezne države Jigawa. Leži u sjevernoj Nigeriji na 400 metara nadmorske visine, 90 km istočno od Kana i 360 km sjeveroistočno od Abuje. Granica s Nigerom je 110 km u smjeru sjevera.
Grad se nalazi u savani i rijetko je naseljen. Od 1991. je glavni grad savezne države.
Prema procjeni iz 2010., Dutse ima 37.784 stanovnika.